# Bruno Nardi
Bruno Nardi (Spianate di Altopascio, 24 giugno 1884 – Roma, 9 luglio 1968) è stato un filosofo italiano.

## Biografia
Bruno Nardi, primogenito di una famiglia benestante, composta di nove figli, viene avviato sin dalla tenera età alla carriera ecclesiastica. Nel 1896 entra nel collegio dei frati francescani a Buggiano e nel 1900, a sedici anni, diventa chierico, assumendo il nome di frate Angelo. Nel 1901 uscì dal convento di Buggiano perché non aveva intenzione di continuare nella vita religiosa, avendone perduta la vocazione. Proseguì gli studi di filosofia e teologia frequentando il convento di Sant'Agostino di Nicosia in provincia di Pisa.
Volendo proseguire gli studi, i genitori gli indicarono un'unica strada, quella di entrare in seminario e diventare prete. Nel 1902 Nardi venne ammesso al seminario di Pescia e il 4 marzo 1907 diventò sacerdote. Qui si avvicinò fugacemente al movimento Modernista, condannato da papa Pio X con l'Enciclica Pascendi.
Nel 1908 Nardi sostenne l'esame di concorso per una borsa di studio triennale conferita dall'opera Pia Galeotti di Pescia al fine di frequentare un corso di perfezionamento filosofico presso l'Università Cattolica di Lovanio (Belgio).
Nel 1909 Nardi aveva da poco iniziato a frequentare l'Università Cattolica di Lovanio che già decise l'argomento della sua tesi di laurea Sigieri di Brabante nella Divina Commedia e le fonti della filosofia di Dante, che venne discussa nel 1911 con Maurice De Wulf.
La lettura dell'opera di Pierre Mandonnet, nella parte dedicata a Sigieri, non persuadeva Nardi sulla soluzione data al problema della presenza di questo averroista nel Paradiso dantesco. 
Due pregiudizi la inficiavano: il primo “consisteva in un'inesatta visione storica di quello che nel Medio Evo e nel Rinascimento era stato l'averroismo. Il secondo pregiudizio del Mandonnet era quello di ritenere il pensiero filosofico di Dante conforme in tutto e per tutto a quello di San Tommaso." 
Nel momento in cui Nardi entrava a Lovanio abbandonò il modernismo teologico, ma non abbracciò la filosofia neo-scolastica che quella Università belga stava elaborando. Non aveva senso per lui ripetere, sul finire dell'Ottocento, nell'epoca del positivismo, l'operazione culturale di San Tommaso che prevedeva l'unificazione di fede e ragione.
Il metodo di lavoro che Nardi seguì nel corso della sua vicenda di studioso e ricercatore, rimase sempre improntato al massimo rigore filosofico, risentendo come una traccia indelebile dell'esperienza di Lovanio, dove dovette affrontare studi scientifici. Per Nardi l'interpretazione del testo coincide con la libertà, ma tale atto libero non può attivarsi senza uno scrupoloso lavoro di scavo e ricerca del materiale documentario, l'esatta interpretazione filosofica dei testi.
Ottenuta un'ulteriore borsa di studio dall'Opera Pia di Pescia per l'anno scolastico 1911-12, il giovane sacerdote frequentò corsi di filosofia a Vienna, Berlino, Bonn. 
Oltre alla pubblicazione negli anni 1911-12 della propria tesi su Sigieri nella “Rivista di filosofia neo-scolastica”, Nardi vi pubblicò altri interventi spesso critici con la linea editoriale del periodico. Intorno al 1912 Nardi si era iscritto ai corsi dell'Istituto di Studi Superiori di Firenze perché voleva riconoscere in Italia la sua laurea in filosofia conseguita a Lovanio. A Firenze discuterà la tesi di laurea in filosofia dedicata alla figura del medico e filosofo padovano Pietro d'Abano. Nel 1912-13 Nardi collaborava alla “Voce”, rivista fondata da Giuseppe Prezzolini con il quale mantenne per lunghi anni una fitta corrispondenza.
Nell'autunno 1914 Nardi volle abbandonare il sacerdozio. In una successiva lettera del 1941 indirizzata al vescovo Angelo Simonetti, spiegava che era stato l'ambiente familiare a spingerlo nel 1907 a chiedere la sacra ordinazione, con preghiere e minacce. Nel 1916 si trasferì a Mantova per insegnare filosofia presso il liceo classico Virgilio, dove restò fino al 1934, anno in cui si trasferì a Milano. A Mantova Nardi conobbe Giulietta Bertoldi che sposò nel 1921. Dal matrimonio nacquero due figli: Tilde e Franco.
Bruno Nardi nel 1938 ebbe da Giovanni Gentile un incarico per l'insegnamento della filosofia medievale presso la facoltà di lettere dell'Università di Roma. Tuttavia non ottenne la cattedra universitaria (se non dopo molti anni), a causa dell'art. 5 del Concordato del 1929 in base al quale la curia romana escludeva i sacerdoti secolarizzati dall’insegnamento.
Nel 1960 gli fu assegnata la “Penna D’Oro” dal presidente del Consiglio Fernando Tambroni. Nel 1962 gli fu conferita la laurea honoris causa da parte dell’Università di Padova e nel 1964 da parte di quella di Oxford.

## Le opere e gli studi su Dante
Bruno Nardi si è dedicato instancabilmente per di più in mezzo secolo allo studio del pensiero di Dante, anche quando si occupava di Virgilio, di Sigieri di Brabante, di Pietro Pomponazzi. 
Nardi ha saputo mettere in discussione schemi consolidati, ha aperto strade nuove, ha formulato proposte inedite che ci permettono di avere una più esatta comprensione dei testi danteschi.
Una costante di Nardi è di aver conservato sempre una propria autonomia, se non un vero e proprio distacco, rispetto agli ambienti culturali in cui si era trovato ad agire, fossero Lovanio, Firenze o Roma. Il coraggio con cui seppe polemicamente ribaltare tesi consolidate negli ambienti accademici, gli fruttarono ingiustamente isolamento e non adeguata considerazione rispetto alle sue acquisizioni veramente anticipatrici. Basti pensare alle sue tesi sull'averroismo latino, all'importanza data alla figura di Avicenna, di Alberto Magno, al rifiuto del preteso tomismo di Dante. E se di Gentile parlava come di un "vero e grande maestro", dandogli ragione nella sua polemica con il De Wulf (relatore della sua tesi a Lovanio), Nardi pur tuttavia non aderirà al Neoidealismo, ma vi trarrà soltanto spunti e stimoli per le sue ricerche.
L'incontro con Dante costituisce per Nardi l'episodio decisivo della sua vita intellettuale e morale. Scriverà nel 1956: "in Dante trovai il vero e primo maestro, quello a cui debbo la maggior gratitudine".
Il senso della sua ricerca è stato interrogare il "miracolo" della Divina Commedia, questo "singolare poema sbocciato all'improvviso contro tutte le buone regole dell'arte e del dittare". Secondo Nardi nella commedia è custodita la Verità, che si è manifestata ad un poeta ispirato da una profetica visione.
La lunga fatica del Nardi è giunta a concludere che la filosofia di Dante non si riduce a nessun sistema codificato; è una sintesi complessa tendente a superare le antinomie e che mantiene intera la sua spiccata originalità, il suo personalissimo pensiero. Per arrivare a coglierlo occorre da una parte ristabilire il preciso significato delle parole in rapporto alla terminologia filosofica e scientifica del Medioevo, e ricostruire dall'altra l'ambiente culturale e l'atmosfera spirituale nelle quali Dante si muoveva per arrivare a determinare la fonte, il libro letto da Dante.
Nardi ha gettato luce su molti elementi e suggestioni che Dante derivava dalla filosofia araba e neoplatonica. Essenziali per comprendere Dante sono per Nardi Alberto Magno e Sigieri più di Tommaso; così come il neoplatonismo e la cultura araba più dello scolasticismo aristotelico. A Nardi interessava particolarmente affrontare il tema della "visione dantesca", esperienza profetica che seppe tradurre come nessun altro nel linguaggio della Divina Commedia. La visione di Dante non è finzione letteraria, è rivelazione reale dell'aldilà, concessa da Dio in virtù di un supremo privilegio. Dante visse il rapimento mistico ed estatico al terzo cielo come esperienza reale. Dante credette di essere sceso veramente nell'Inferno, salito veramente al Purgatorio e al Paradiso. Per Nardi la Commedia si distacca dagli altri scritti di Dante, perché ne è il loro compimento. Tale culmine si realizza attraverso un'esperienza eccezionale, di origine mistico-religiosa a lui soltanto riservata, una rivelazione che ha il potere di trasformare e rendere nuove tutte le altre opere precedenti.
L'opera dantesca, secondo Nardi, si deve suddividere in tre fasi: la prima fase, che termina a venticinque anni, è sotto l'influsso di Guinizzelli, assente del tutto la filosofia. La seconda fase, quella filosofico-politico, coincide con le rime allegoriche, il Convivio, il De vulgari eloquentia e la Monarchia. La terza fase, quella della poesia profetica, coincide con la Divina Commedia, poema che segna il ritorno all'unità della filosofia cristiana. Dante vi compare come profeta che deve annunciare al mondo l'avvento di un inviato di Dio per la redenzione umana. La Commedia è "poema sacro", la sua è poesia religiosa. Nardi vede in questa terza fase finalmente riconciliarsi la speranza cristiana spezzatasi con l'aristotelismo e l'avverroismo. Per Nardi l'aristotelismo è inconciliabile con il cristianesimo, e il tomismo pertanto è "il più strano paradosso del pensiero umano". La Commedia testimonia della riunificazione della filosofia con la rivelazione di Dio. Dante visse una visione profetica, esperienza che mancò ad Aristotele.

## Riconoscimenti
Nel 1955 l'Accademia dei Lincei gli ha conferito il Premio Feltrinelli per la Filosofia.

## Opere principali
- Dante e la cultura medievale: nuovi saggi di filosofia dantesca, Bari, Laterza, 1942
- Saggi e note di critica dantesca, Milano-Napoli, Ricciardi, 1966
- Saggi di filosofia dantesca, Firenze, La Nuova Italia, 1967
- Studi di filosofia medievale, Roma, Ed. di storia e letteratura, 1979
- Dante e la cultura medievale, introduzione di Tullio Gregory, Roma-Bari, Laterza, 1985